# Amtsgericht Dülmen

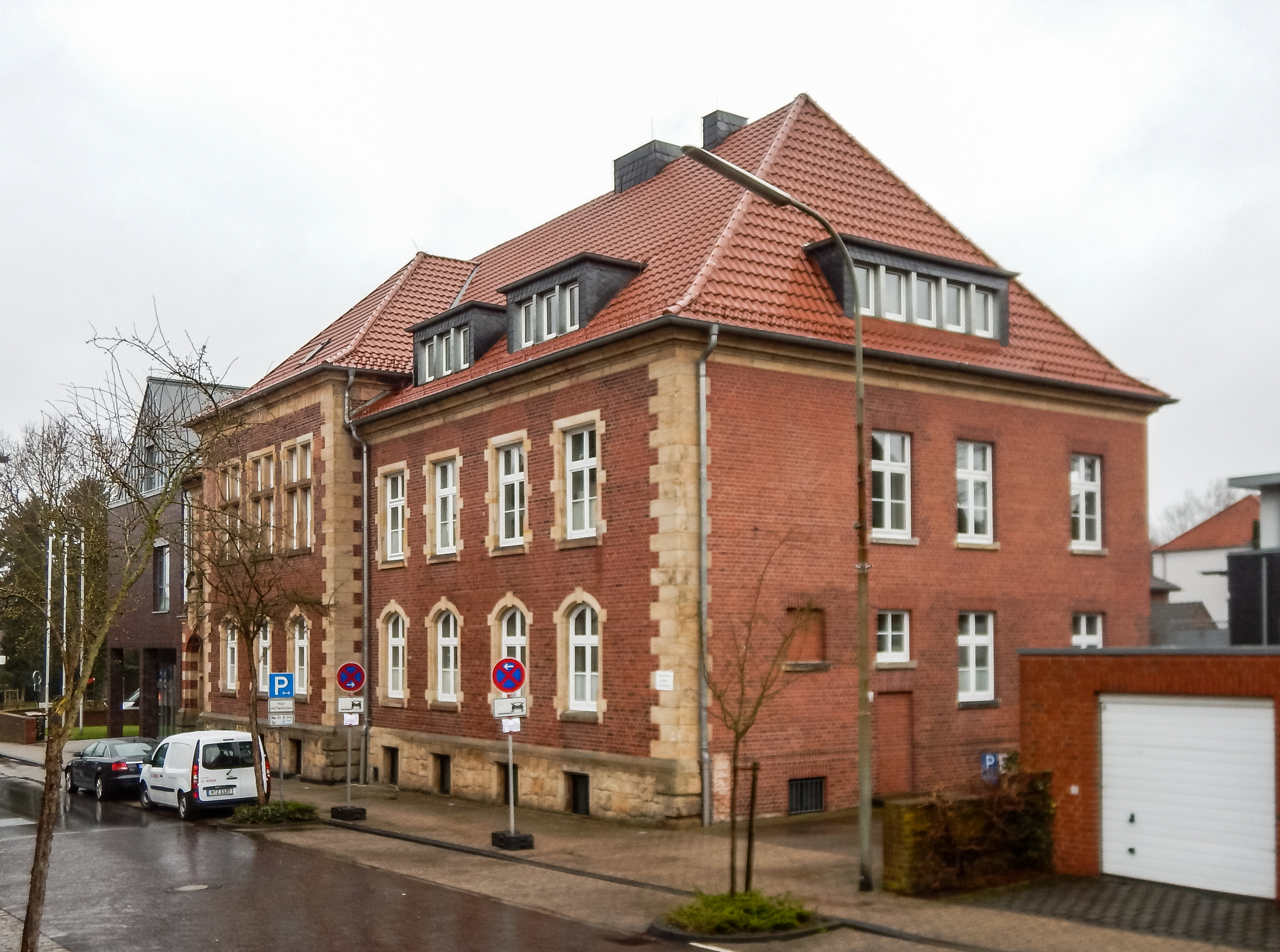
Amtsgericht Dülmen (2015)

Dülmen ist Sitz des Amtsgerichts Dülmen, das für die Stadt Dülmen im Kreis Coesfeld zuständig ist. In dem 184 km² großen Gerichtsbezirk leben rund 47.000 Menschen.

## Übergeordnete Gerichte
Das dem Amtsgericht Dülmen übergeordnete Landgericht ist das Landgericht Münster, das wiederum dem Oberlandesgericht Hamm untersteht.

## Geschichte
In Dülmen bestand seit 1849 die Gerichtskommission Dülmen des Kreisgerichts Coesfeld. Im Rahmen der Reichsjustizgesetze wurden 1879 reichsweit einheitlich Oberlandes-, Land- und Amtsgerichte gebildet. Das königlich preußische Amtsgericht Dülmen wurde mit Wirkung zum 1. Oktober 1879 als eines von 22 Amtsgerichten im Bezirk des Landgerichtes Münster im Bezirk des Oberlandesgericht Hamm gebildet. Der Sitz des Gerichts war die Stadt Dülmen. Sein Gerichtsbezirk umfasste den  Stadtbezirk Dülmen und die Ämter Buldern und Dülmen. Am Gericht bestand 1880 eine Richterstelle. Das Amtsgericht war damit ein kleines Amtsgericht im Landgerichtsbezirk.

## Richter
- Wenner (1879–1895)
- Raestrup (1895–1903)
- Roling (1903–1937)
- Tappe seit 1937[3]

## Gebäude
Von 1879 bis 1897 war das Gericht im Dülmener Rathaus untergebracht. Im Jahre 1897 wurde am Königswall ein zweigeschossiger Backsteinbau mit Renaissance- und Barock-Elementen errichtet. Nach der Zerstörung im Zweiten Weltkrieg erfolgte 1951 an derselben Stelle ein Neubau in schlichterer Form (ohne Giebel, vereinfachtes Dach).